# Anne Gunning
Pour les articles homonymes, voir Gunning.
Anne Gunning, devenue Lady Anne Nutting the Duchess of Rutland, (1929–1990) est un mannequin britannique. Découverte par le photographe Henry Clarke, puis très proche du photographe Richard Dormer, elle acquiert une reconnaissance mondiale après avoir fait la couverture du magazine Life en 1953. Après une courte carrière, elle se marie avec Anthony Nutting.

## Biographie
Née Anne Gunning Parker, son père est écossais et sa mère irlandaise. Elle est la lointaine descendante de la duchesse Elizabeth Gunning et de la comtesse Maria Gunning (en). Elle passe son enfance en Afrique sur le domaine de son père puis revient à Londres après guerre. Souhaitant devenir comédienne, elle est embauchée par The Rank Organisation.
À dix-huit ans, alors qu'elle déjeune dans un restaurant, Henry Clarke la remarque et lui propose de poser ; elle fait ainsi ses premières photos pour Harper's Bazaar. C'est le début fulgurant de sa courte carrière : en peu de temps, plusieurs photographes la sollicitent dont John French (en) qui travaille déjà depuis quelques années avec Barbara Goalen ; poser pour ce photographe à l'époque reste comme une consécration. La femme de John French présente Anne Gunning au photographe Richard Dormer avec qui elle établit une grande complicité dans le travail et des liens privilégiés. Anne Gunning pose aussi avec d'autres photographes notables, dont Cecil Beaton, William Klein, Mark Shaw, mais surtout Norman Parkinson.
Anne Gunning devient un temps le mannequin de Sybil Connolly dont elle devient aussi la cliente et l'amie. Le photographe américain Milton Greene l'a photographie lors de son voyage en Irlande en 1953, alors qu'il travaille sur une séance photo pour Sybil Connolly. La couverture du magazine Life du 10 août 1953 met en vedette Anne Gunning dans la cape rouge « Kinsale » de Connolly et la robe de soirée blanche, avec le titre « Invasion irlandaise du monde de la mode ». Cette couverture aide les deux femmes à gagner une reconnaissance internationale.
Anne Gunning se limite à la fonction de modèle photographique, malgré les demandes de certains comme Coco Chanel, qui après avoir vu une photo de Horst P. Horst montrant d'après Chanel une ressemblance entre elles-deux, lui demande de faire partie de sa cabine. Ce qu'elle refuse puis regrettera. Elle ne fait qu'un seul défilé de mode, pour Sybil Connolly, en guise de faveur, car elle a peur de tomber sur la scène ; elle précise que « cette mer de visages qui me fixaient du regard était trop intimidante ».
Anne Gunning et Colin Tennant ont une liaison prolongée. Le 27 mai 1961, Anne Gunning épouse le diplomate britannique et politicien du Parti conservateur Anthony Nutting à Tiverton, mettant fin à sa carrière. Elle meurt en janvier 1990. Elle reste, avec Fiona Campbell-Walter et surtout Barbara Goalen, l'un des trois mannequins majeurs des années 1950 en Grande-Bretagne,.